# Altpermische Schrift

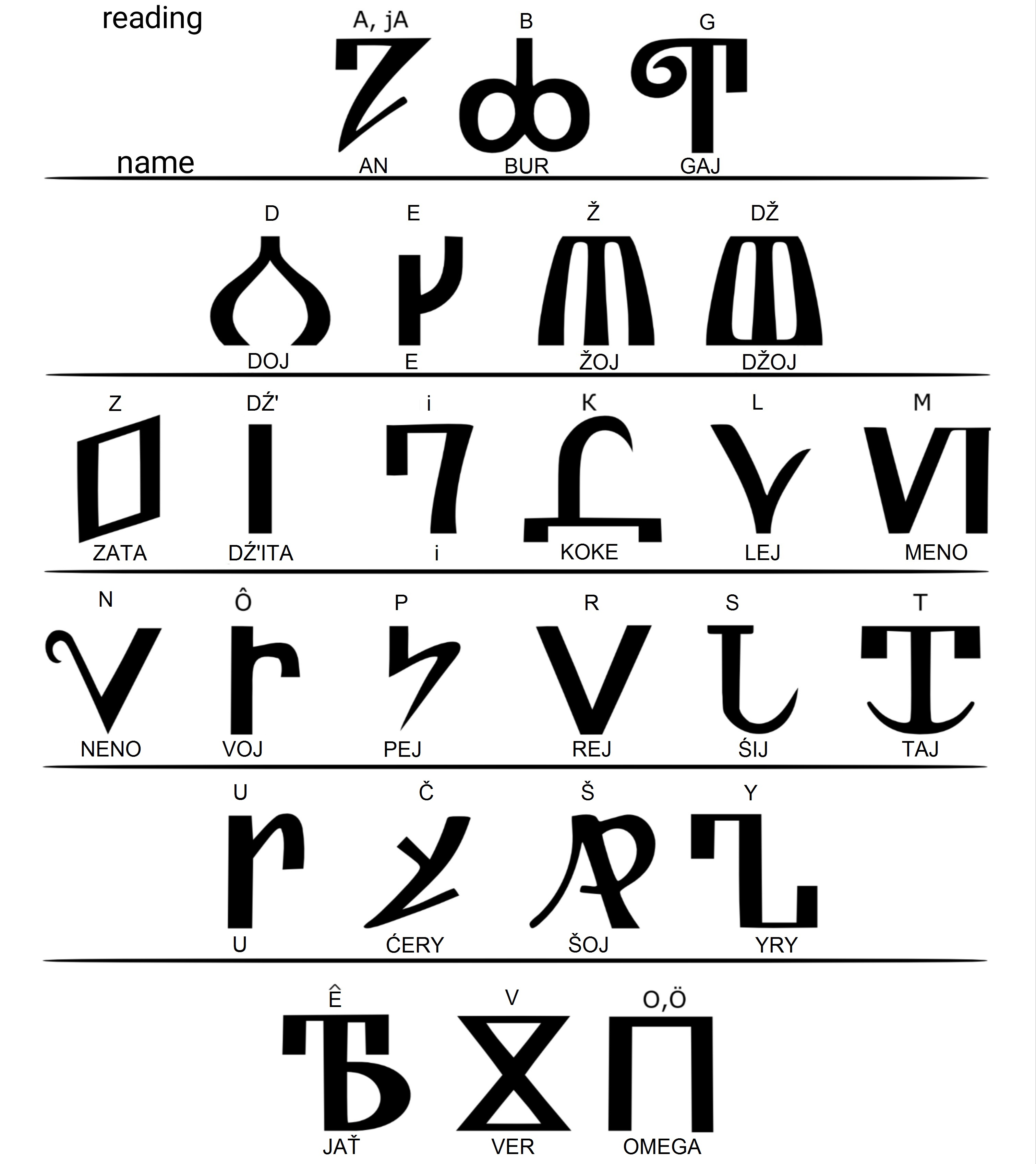
Abur in altpermischer Schrift, darunter der Name in Latin

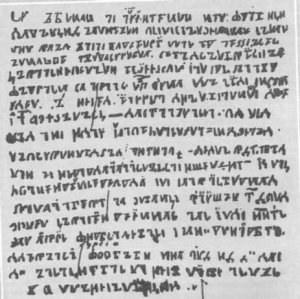
Dokument in altpermischer Schrift

Die altpermische Schrift ist ein Alphabet, das ehemals zur Schreibung des Komi verwendet wurde.
Die Schrift wurde im 14. Jahrhundert vom Missionar Stefan von Perm erfunden. Neben der Bezeichnung altpermisch ist auch der Name Abur (nach den ersten beiden Buchstaben des Alphabets) geläufig. Die Zeichen der Schrift zeigen teilweise starken kyrillischen Einfluss.
Die altpermische Schrift wurde im 17. Jahrhundert durch die kyrillische Schrift verdrängt und ist seitdem außer Gebrauch.
Im Juni 2014 wurde die Schrift im Standard Unicode 7.0 als Unicodeblock Altpermisch (U+10350–U+1037F) aufgenommen.